# Carola Ortiz
Carola Ortiz (Terrassa, 15 de març de 1986) és una cantant, clarinetista i compositora catalana.
Inicia els estudis musicals als set anys al Conservatori de Terrassa (clarinet) i, als divuit, mentre s'obre camí dins l'escena del jazz tocant amb el seu pare (també músic de jazz), estudia al Taller de Músics de Barcelona. El 2010 obté el grau superior a l'ESMUC. En 2016 edita el seu primer disc com a compositora, titulat Sirin. El treball, reuneix músics de jazz, flamenc, música brasilera i folklore argentí de l'escena de Barcelona i fou doblement nominat a “Millor Àlbum de Jazz Vocal” i a “Millor Àlbum de Debut” als Independent Music Awards (IMAs) de Nova York (2017).
El 2017 és convidada a participar en l'“India International Guitar Festival” (Calcuta) pel músic Debashish Bhattacharya. Fruit d'aquesta experiència, Carola participarà al primer àlbum d'Anandi Bhattacharya (filla del músic), titulat “Joys Abound” en el qual, a més, s'inclou el tema “Flor de Pluja” compost i interpretat per Carola Ortiz. Aquesta experiència suposa l'inici de la seva relació amb la cultura musical de l'Índia que inspirarà el seu segon disc: Spirala (2018). A l'àlbum, inclòs a la llista de millors àlbums de l'any del prestigiós musicòleg Ted Gioia, hi participen músics de les escenes de Barcelona, Berlín i de l'Índia.
El 2021 publica el seu primer disc cantat íntegrament en català titulat Pecata Beata(Segell Microscopi, 2021). En aquest nou treball, l'artista egarenca, posa música a una col·lecció de poemes d'escriptores catalanes com Montserrat Abelló, Mercè Rodoreda, Víctor Català, Carme Guasch i Anna Gual, entre d'altres, per celebrar, a través dels seus versos, l'univers femení més proper. L'àlbum va rebre el Premi Núvol 2021 en la categoria de música atorgat per la revista cultural Núvol.
El 2023 publica Cantareras a on recull cançons i romanços extrets de la tradició oral femenina de la península Ibèrica, revisitades amb una mirada contemporània amb sonoritats del folk, la música medieval, el jazz i la música electrònica. El disc compta amb les col·laboracions d'Eliseo Parra, Xabier Díaz e Adufeiras de Salitre i Rosario "La Tremendita". L'àlbum és seleccionat a la World Music Charts Europe de 2024.
En l'àmbit teatral ha participat a les obres "El Curiós Incident del Gos a Mitjanit" com a clarinetista (2016) i a “e.v.a.” com a cantant principal (2017) ambdues amb música composta per Marco Mezquida i dirigides per Julio Manrique.
A nivell estatal ha col·laborat amb Joan Albert Amargós, Lluís Vidal, Marco Mezquida i amb la cantaora Rocío Márquez i ha format part dels conjunts “Los Moussakis” (fusió jazz amb música tradicional balcànica) i Coetus (orquestra de percussió ibèrica). Ha estat, a més, artista resident de l'associació “Gràcia Territori Sonor”, convidada pel seu creador, el músic i escriptor Víctor Nubla. El gener de 2020 Carola presenta la seva música a Nord-amèrica, actuant, entre d'altres, al “4th Mediterranean Jazz Festival” de Nova York. El febrer d'aquest mateix any, participa a una extensa gira per l'Índia presentant “The Crossover Project” projecte conjunt amb la cantant i percussionista índia Charu Hariharan.

## Discografia pròpia
- Cantareras (Microscopi, 2023)
- Pecata Beata (Microscopi, 2021)
- Spirala (Discmedi, 2018)
- Sirin (Temps Record, 2016)
- Ramona - Minimal Hits (Nuevas Musicas Colombianas, 2015)
- Unplugged - AxisOrca Rythm Trio (Whatabout Music, 2014)
- Axis - AxisOrca (Whatabout Music, 2013)